# 승부수
승부수는 국면의 열세를 만회하기 위해 두는, 승패를 가르고 '승부에 결정적으로 작용하는 수'를 뜻한다. 판국의 승패를 좌우하는 결정적인 수로서 승부수를 던져서 실패하면 국면 전환이 불가능하고 판세를 역전시킬 수 없기 때문에 패할 가능성이 커진다.